# Feels Like Buzz Aldrin
Feels Like Buzz Aldrin är Robert Johnson and Punchdrunks andra album som släpptes 10 februari 1996 på etiketten Strange Edge/Birdnest.

## Låtar på albumet
1. Buzz Aldrin
2. Tigercharm
3. The Whip
4. Camelwalk
5. Surfbeat
6. Jack The Ripper
7. Hangin' One
8. Asiatic Flu
9. Thunder
10. Punchdrunks Drives A Dragster
11. Ghost Train
12. Long Ride
13. Ramblin' Reckless Hobo
14. Bird Bath
15. Have Guitar Will Travel
16. Ali Boom A Lay
17. Ramrod
18. Wipe-out
19. Safari
20. Genocide